# Nitrosyltetrafluoroborat
Nitrosyltetrafluoroborat ist eine chemische Verbindung aus der Gruppe der Nitrosylverbindungen.

## Gewinnung und Darstellung
Nitrosyltetrafluoroborat kann durch Reaktion von Tetrafluoroborsäure mit Distickstofftrioxid und anschließende Sublimation des entstehenden Monohydrates im Vakuum gewonnen werden.
{\displaystyle \mathrm {2\ H[BF_{4}]+N_{2}O_{3}\longrightarrow 2\ NO[BF_{4}]+H_{2}O} }

## Eigenschaften
Nitrosyltetrafluoroborat ist ein farbloser hygroskopischer Feststoff, der in Form von doppelbrechender Blättchen vorliegt. Er zersetzt sich in Wasser unter Entweichen von Stickoxiden. Er besitzt eine orthorhombische Kristallstruktur mit der Raumgruppe Pbnm (Raumgruppen-Nr. 62, Stellung 3).

## Verwendung
Nitrosyltetrafluoroborat kann zur Herstellung von Nitrosylfluorid (NOF) verwendet werden. Es wird zur Nitrosierung von sekundären Aminen zu Nitrosaminen, zur Umwandlung von Arylhydrazinen in Azide und zu weiteren organischen Reaktionen verwendet.